# Horcajo (Cáceres)
Horcajo es una pedanía del municipio español de Pinofranqueado, perteneciente a la provincia de Cáceres, en la comunidad autónoma de Extremadura.

## Situación
Esta pequeña alquería de la comarca de Las Hurdes está ubicada al norte de la provincia, en la vertiente sur de la Peña de Francia, en el valle formado por el río Esperabán, al sur de Sierra de la Corredera y al este de la sierra de Gata.
Pertenece al partido judicial de Granadilla y el núcleo urbano más cercano es Castillo. El nombre de este pueblo significa "lugar donde se juntan dos ríos", y el pueblo esta en la horca en el que junta el río de Horcajo y una caudalosa garganta que baja de la sierra. Está localizado entre los 40º18' de latitud norte y los 6º28' de longitud oeste y a 460 metros de altitud sobre el nivel del mar.

### Comunicaciones
Acceso por la carretera local CC-156 que tiene su inicio en la autonómica EX-204, de Salamanca a Coria a la altura de Pinofranqueado (PK 42+970).
Entrando en Pinofranqueado y cogiendo dirección Robledo pasando el cruce de Avellanar, encontramos la indicación para llegar a Horcajo, que se encuentra a 1,2km a partir del cruce.

## Lugares de interés
Iglesia parroquial católica bajo la advocación de San Francisco de Asís, a cargo del párroco de Pinofranqueado, en la diócesis de Coria.
Hay que destacar de esta localidad la garganta de Horcajo. La fuente del Moro en el arroyo de la Alpuerco. La cueva de la mora en el regato del Risco. El salto de agua de unos 25m. llamado Las Tajuelitas en el regato de la Riscosa, (es preferible verlo en tiempo de lluvias, debido al poco caudal de agua en los meses de verano). Los corrales del Moral. donde se guardaban las cabras de dicha población a dos kilómetros del pueblo, actualmente abandonado y en ruinas. El corral de Valencia, una especie de fortificación en círculo construido por los moros y que actualmente se utiliza como asiento para las colmenas (finca privada). La piscina natural en la entrada de la población y la iglesia.
También encontramos una Aula de la Naturaleza dependiente de Adenex con el nombre de El Castaño.

## Demografía
En el año 1981 contaba con 144 habitantes, concentrados en el núcleo principal, pasando a 68 en 2009.

## Fiestas
El día 15 de julio, en honor a San Francisco de Asís.